# Kebby Musokotwane
Kebby Musokotwane (5 mai 1946 - 11 février 1996) est un homme politique zambien. Il est Premier ministre de son pays du 24 avril 1985 au 15 mars 1989.
Entre 1981 et 1982, il est ministre des Finances.
En 1993, il est impliqué dans un scandale politique après avoir avoué que la branche radicale de son parti (l'UNIP) conspirait pour renverser le nouveau gouvernement de Frederick Chiluba. Il meurt le 11 février 1996.